# All-Star Squadron
De All-Star Squadron is een superheldenteam van DC Comics. Het team begon met een cameo in Justice League of America #193 (Augustus 1981), maar maakte zijn grote debuut in All-Star Squadron # 1 (September 1981). Het team werd bedacht door Roy Thomas, Rich Buckler en Jerry Ordway.

## Het concept
In 1981 besloot DC om weer een stripserie te gaan publiceren over de Justice Society of America. De laatste stripserie over dit team was All Star Comics, die slechts 17 delen liep in 1979.
Schrijver Roy Thomas kreeg de opdracht. Hij besloot de serie zich niet af te laten spelen in het heden, maar in de Tweede Wereldoorlog. All-Star Squadron was derhalve een goed voorbeeld van een zogenaamde "retroactive continuity" of "retcon"; een situatie waarin de achtergrond van een personage uit een strip wordt aangepast. De serie introduceerde het idee dat er in gedurende de Tweede Wereldoorlog een team van superhelden bestond dat meevocht met het Amerikaanse leger.
De serie zou zich afspelen op Earth-Two, het DC Universum van de Golden Age helden. De cast zou gaan bestaan uit een groot aantal helden van toen, evenals Golden Age versies van helden die ook nu nog hun eigen stripserie hadden zoals Superman en Batman. Maar na het verhaal Crisis on Infinite Earths, waarin het hele DC Multiversum weer 1 universum werd, werden alle “dubbele” helden eruit geschreven zodat enkel een team van helden die niet langer meededen in hedendaagse verhalen overbleef.
De serie liep 67 delen, maar moest toen plaatsmaken voor een vervangende serie genaamd Young All-Stars.

## Fictieve geschiedenis
Het All-Star Squadron werd samengesteld uit helden van de Justice Society of America, Freedom Fighters, evenals enkele individuele helden. De dag na het bombardement op Pearl Harbor riep President Franklin Roosevelt alle beschikbare superhelden bijeen in het Witte Huis om tezamen sabotage en onrust tegen te gaan op het thuisfront tijdens de Tweede Wereldoorlog. De meeste Justice Society helden waren toen gevangen door de schurk Per Degaton.
De eerste missie van het team was de gevangen helden te redden. Dit lukte, waarna het team Amerika verdedigde tijdens de Tweede Wereldoorlog. De reden dat de helden niet zelf naar Europa konden gaan om daar te vechten was omdat Adolf Hitler in het bezit was van de Heilige Lans, een mystiek wapen dat hem in staat stelde elke held die voet zette op Nazi grondgebied onder zijn controle te plaatsen.
Na de oorlog werd het team opgeheven.

## Bedenkers

### Schrijvers
- Roy Thomas - # 1-67 (Sep 1981-Mar 1987); Annual #1-3 (1982-84)
- Paul Kupperberg - # 41, 44 (Jan 1985, Maart 1985)
- Mike Baron - # 43 (Feb 1985)
- Dann Thomas - # 46, 51, 53-55 (Juni 1985, Nov 1985, Jan 1986-Maart 1986)

### Tekenaars
- Rich Buckler - # 1-5, 36 (Sep 1981-Jan 1982, Aug 1984)
- Adrian Gonzalez - # 6-18 (Feb 1982-Feb 1983); Annual #1 (1982)
- Jerry Ordway - # 19-26, 29 (Mar 1983-Oct 1983, Jan 1984); Annual #2 (1983)
- Richard Howell - # 27-28, 30, 40 (Nov 1983-Dec 1983, Feb 1984, Dec 1984)
- Rick Hoberg - # 31-35, 38-39 (Mar 1984-Jul 1984, Oct 1984-Nov 1984)
- Arvell Jones - # 37, 41-46, 50-55, 58-60, 67 (Sep 1984, Jan 1985-Jun 1985, Oct 1985-Mar 1986, Jun 1986-Aug 1986, Mar 1987)
- Todd McFarlane - # 47 (Jul 1985)
- Mike Harris - # 48-49, 61 (Aug 1985-Sep 1985, Sep 1986)
- Mike Clark - # 51, 56-57, 60 (Nov 1985, Apr 1986-May 1986, Aug 1986)
- Tony DeZuniga - # 62 (Oct 1986)
- Michael Bair - # 63 (Nov 1986)
- Wayne Boring - # 64 (Dec 1986)
- Don Heck - # 65 (Jan 1987)
- Paul Kupperberg - # 66 (Feb 1987)

### Voorbladontwerpers
- Rich Buckler - # 1, 3-6, 36 (Sep 1981, Nov 1981-Feb 1982, Aug 1984)
- Joe Kubert - # 2, 7-18 (Oct 1981, Mar 1982-Feb 1983)
- Jerry Ordway - # 19-33, 50, 60 (Mar 1983-May 1984, Oct 1985, Aug 1986); Annual #1-2 (1982-83)
- Rick Hoberg - # 34-35, 37-39 (Jun 1984-Jul 1984, Sep 1984-Nov 1984); Annual #3 (1984)
- Arvell Jones - # 40-44, 46, 52, 55, 58-59, 64-66 (Dec 1984-Apr 1985, Jun 1985, Dec 1985, Mar 1986, Jun 1986-Jul 1986, Dec 1986-Feb 1987)
- Tim Burgard - # 45 (May 1985)
- Todd McFarlane - # 47 (Jul 1985)
- Mike Harris - # 48-49, 61-62 (Aug 1985-Sep 1985, Sep 1986-Oct 1986)
- Mike Clark - # 51, 53-54, 56-57 (Nov 1985, Jan 1986-Feb 1986, Apr 1986-May 1986)
- Michael Bair - # 63 (Nov 1986)
- Tom Grindberg - # 67 (Mar 1987)